# Highworth
Highworth è un paese di 7 996 abitanti della contea del Wiltshire, in Inghilterra.